# Рока де' Джорджи
Ро̀ка де' Джо̀рджи (на италиански: Rocca de' Giorgi; на ломбардски: Roca di Giorgi, Рока ди Джорджи) е село и община в Северна Италия, провинция Павия, регион Ломбардия. Разположено е на 84 m надморска височина. Населението на общината е 219 души (към 2017 г.).